# Sienica (dopływ Myśli)
Sienica (Dar) – rzeka, prawy dopływ Myśli o długości 18,47 km i powierzchni zlewni 105,66 km².
Rzeka płynie w województwie zachodniopomorskim. Do Myśli uchodzi w okolicy Dargomyśla. Szerokość koryta ok. 1,5 m. Dno piaszczyste lub piaszczysto-muliste. Płynie głównie przez tereny rolnicze.
Nazwę Sienica wprowadzono urzędowo w 1949 roku, zastępując poprzednią niemiecką nazwę rzeki – Darre.